# Generazione del 70
Generazione del 70 (in portoghese, Geração de 70) è il nome che indica un eterogeneo gruppo di intellettuali portoghesi del XIX secolo, particolarmente attivi negli anni 1870, protagonisti di un tentativo di rinnovamento e modernizzazione della cultura e della politica del Portogallo nella seconda parte dell'Ottocento.

## Il gruppo

Antero de Quental

I principali esponenti della Generazione del 70 furono il poeta e filosofo Antero de Quental - che per molti versi ne fu la figura centrale -, gli scrittori Eça de Queirós e Guerra Junqueiro, i politici e pensatori Oliveira Martins e Teófilo Braga. Altre personalità legate al gruppo furono Ramalho Ortigão, Jaime Batalha Reis e Guilherme de Azevedo. La compagine non fu ideologicamente compatta e ospitava sensibilità e convinzioni diverse, finanche in polemica tra loro, ma fu accomunata dal voler introdurre in Portogallo le grandi tendenze, le questioni, le ideologie e i dibattiti internazionali dell'epoca, che circolavano in Europa in materia di letteratura, filosofia, cultura e politica. Fu, infatti, tale generazione a proporre e in certi casi ad affermare in Portogallo il realismo letterario, il socialismo, l'ideale anarchico, il repubblicanesimo e il positivismo.

## Le polemiche giovanili
Attiva dapprima a Coimbra, dove una parte del gruppo frequentava l'Università, e in seguito a Lisbona, la Generazione del 70 si rese protagonista di due tra le più rilevanti, innovatrici e polemiche iniziative culturali del XIX secolo portoghese: la Questione del Buon Senso e Buon Gusto (1865) e le Conferenze Democratiche del Casino di Lisbona (1871). La prima (anche detta Questione di Coimbra) vide i giovani Antero de Quental e Teófilo Braga, all'epoca studenti a Coimbra, polemizzare contro gli scrittori «ultra romantici» di Lisbona, e in particolare contro António Feliciano de Castilho, per via del poco gradimento che questi manifestava in merito alla sensibilità marcatamente filosofica (e non puramente lirica) e all'impegno ideale, che emergeva dalle poesie dei giovani coimbrenses. Per quel che riguarda le Conferenze Democratiche del Casino di Lisbona, si trattò di un ciclo di interventi letterari e culturali che, proponendo nuovi paradigmi interpretativi, politici ed estetici rispetto alla situazione della cultura portoghese (obsoleta e autocompiacente, agli occhi di Antero), suscitò le ire degli ambienti cattolici conservatori lusitani, i quali accusavano Antero e i suoi sodali di propagare attraverso le conferenze un messaggio anticattolico. Ciò porto alla prematura interruzione dell'iniziativa.
Il gruppo della Geração de 70, a Lisbona, si riuniva spesso nella casa in cui abitava Antero de Quental, nel quartiere Bairro Alto, epicentro intellettuale di quello che venne chiamato il «Cenacolo» (Cenáculo), un vero e proprio pensatoio collettivo, aperto giorno e notte, in cui molti giovani intellettuali dell'epoca transitavano, dibattevano e fornivano al nucleo del gruppo, in particolare ad Antero che era «come la logica viva di quel fuoco intellettuale», gli spunti da sistematizzare per poi elaborare progetti e sistemi di pensiero, spesso caratterizzati da un forte idealismo e mossi da uno scetticismo di base.

## I Vinti dalla Vita

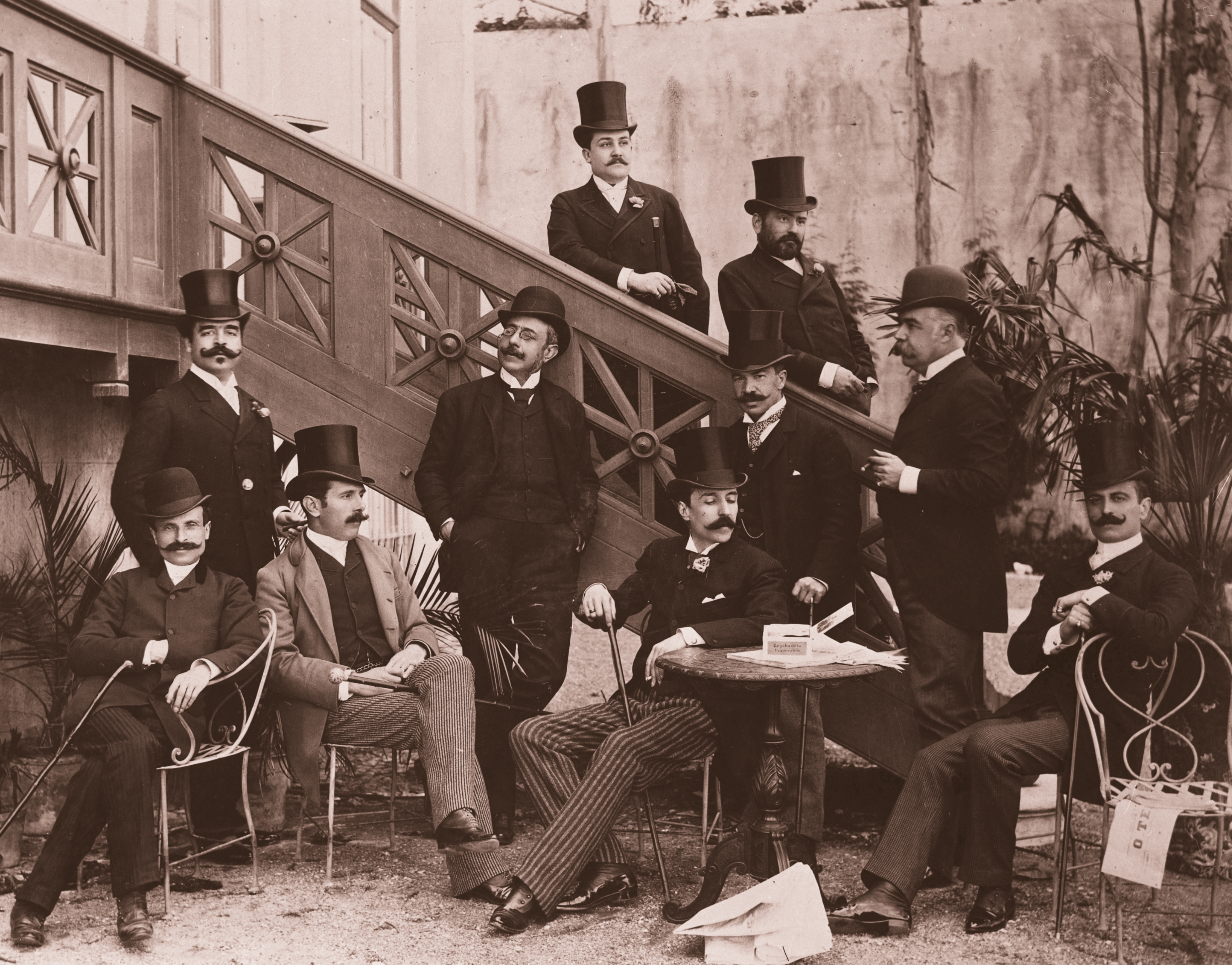
Il gruppo dei «Vinti dalla Vita» (Vencidos da Vida) nel 1888

Verso il finire degli anni 1880, in un periodo di profonda crisi politica, sociale ed economica portoghese (ma anche personale di Antero de Quental, che aveva lasciato la capitale e si sarebbe suicidato nel 1891), alcuni membri del medesimo gruppo, capitanati da Oliveira Martins (grande amico di Antero), ricominciarono a incontrarsi a Lisbona, presso l'elegante Ristorante Tavares, vicino al luogo dell'antico «Cenacolo», tuttavia sotto l'eloquente nome di «Vinti dalla Vita» (Vencidos da Vida). Tale designazione indicava l'aver perduto le sfide rivoluzionarie degli anni giovanili e con esse lo slancio per suscitare un vero cambiamento in un Paese che si apprestava, nel giro di pochi anni, ad affrontare un profondo e faticoso cambiamento politico e istituzionale, già presentito in seguito all'Ultimatum Britannico del 1890 e poi effettivamente avvenuto col regicidio del 1908 e la conseguente instaurazione della repubblica nel 1910.
A tal proposito, si noti che il primo Presidente della neonata Repubblica fu proprio un protagonista della Generazione del 70. Si tratta di quel Teófilo Braga che fu tra i maggiori promotori del repubblicanesimo in Portogallo. Anche per questo, non è inesatto dire che la Generazione del 70, nel suo eterogeneo sforzo per una modernizzazione o una rivoluzione culturale e sociale (socialista nel giovane Antero, in seguito monarchico-costituzionale in Oliveira Martins, repubblicana in Teófilo Braga) abbia costituito, nonostante il senso di frustrazione dei «Vinti della Vita», uno dei fattori culturali che contribuirono a quella rivoluzione che effettivamente avvenne, nel 1910, seppur non nei modi idealisticamente dibattuti negli anni del «Cenacolo».

## Rilevanza nella cultura portoghese
Al netto del menzionato senso di disfatta che i Vinti dalla Vita incarnarono, per non aver visto fiorire nella società portoghese i loro ideali democratici (in senso lato) giovanili, è innegabile che la Generazione del 70 abbia segnato il proprio tempo e la contemporaneità portoghese. L'impatto e l'influenza di tale gruppo nella cultura portoghese è infatti rilevante e tangibile per tutto il XX secolo e ancora nel XXI secolo. Il realista Eça de Queirós è considerato uno degli scrittori e dei romanzieri più importanti e innovatori della storia culturale lusitana. Oliveira Martins e Teófilo Braga continuano ad essere ampiamente citati e criticamente influenti nell'ambito delle discipline umanistiche, storiografiche e politiche. Per quel che riguarda la Questione del Buon Senso e Buon Gusto e le Conferenze Democratiche, si tratta di eventi ciclicamente rivisitati dall'accademia lusitana, anche in chiave di rilettura della contemporaneità alla luce del pensiero e dell'azione di coloro che tale contemporaneità per molti versi fondarono, in Portogallo. A tal proposito, si noti che lo stesso Fernando Pessoa, universalmente riconosciuto come tra i maggiori poeti e intellettuali lusofoni contemporanei, e a sua volta rinnovatore della cultura portoghese a partire dagli anni 1910, considerava Antero de Quental come il proprio «precursore». 